# スタジオCAN
スタジオCAN（スタジオきゃん）とは1999年6月に東京中野区に設立された個人指導型（マンツーマン方式）の俳優・声優の養成所。現在は東京新宿区に移転。

## 概要
98年9月に演技の基礎を教えるためのワークショップを開催。その経験を経て短期間で教えるのが困難であると判断し、翌年99年6月から東京都中野区で週一回の継続的なレッスンを開催。演技の基礎をどの養成所よりも徹底的に重視し、個々の能力に合わせながら、体操、話法、演技などのカリキュラムを中心に行なっている。 マンツーマン方式を重視するに至った経緯は、演技の基礎を教える上で一人一人の能力の差をどうやって埋めるのか、早い人に合わせるのか遅い人に合わせるのか悩んでいたが、欧米などではマンツーマン方式が主流であるにもかかわらず当時日本の養成所では皆無に近かった。 その理由としては経済的に成り立つことが困難であるという現実に直面したが徹底したコスト削減によって設立に至る。 当時、日本の養成所は個人指導型（マンツーマン方式）で教える所は皆無に近く、欧米、ヨーロッパなどではそういった個人レッスンが主流であることに気づいたのをきっかけに、生徒の能力ややる気に合わせた個人指導型という日本では初に等しい養成所を設立するに至った。 人によってカリキュラムの進むスピードが違うため、個人の能力差において生徒は随時募集としている。